# Гигантски групер
Гигантският групер (Epinephelus lanceolatus) е една от най-големите хищни костни риби в океана.

## Разпространение и местообитание
Видът има широко индо-тихоокеанско разпространение. Придържа се към дъното, но избягва най-тъмните места. Обитава кораловите рифове и е най-големият хищник там.

## Описание
Достига огромни размери – до 100 kg на тегло и над метър на дължина. Най-едрият уловен индивид е бил с тегло 250 kg и дължина 2,3 m.